# Loyset Compère
Loyset Compère (* um 1440 / 1445 im Bistum Arras oder im Hennegau; † 16. August 1518 in Saint-Quentin) war ein franko-flämischer Komponist, Sänger und Kleriker der Renaissance.

## Leben und Wirken
Gegenüber der früheren Annahme von Compères Geburtsjahr (um 1450) wird neuerdings eine um etliche Jahre frühere Zeit angenommen, weil er zusammen mit dem befreundeten Jean Molinet (1435–1507) in einem anonymen Quodlibet aus den frühen 1460er Jahren genannt wird. Von den verschiedenen diskutierten Regionen seiner Herkunft ist die aus dem Artois (Diözese Arras) die wahrscheinlichere. Über die geistliche und musikalische Ausbildung von Loyset Compère gibt es keine Informationen. Mutmaßungen über ein Studium in Paris mit Molinet und eine Schülerschaft bei Barbingant sind bisher reine Spekulation. Auf eine Verbindung zum französischen Königshof könnte hindeuten, dass sein ältestes überliefertes Werk, „Puis que si bien“ (um 1465), zu den höfischen Chansons aus dem Loiretal gehört. Auf eine nähere Beziehung zur Kathedrale von Cambrai verweist seine Motette „Omnium bonorum plena“, die vielleicht anlässlich der Weihe dieser Kathedrale am 5. Juli 1472 oder anlässlich eines Treffens des französischen und burgundischen Hofs in Cambrai am 16. und 17. Oktober 1468 entstanden ist. Diese Motette zitiert ebenso wie seine Messe „De tous biens plaine“ die gleichnamige Chanson von Hayne van Ghizeghem.
Nachdem die Herzöge von Mailand enge Beziehungen zum französischen Königshof pflegten, wird vermutet, dass Compère auf diesem Wege in Kontakt mit Herzog Galeazzo Maria Sforza (Regierungszeit 1466–1476) kam, der für den Aufbau seiner Hofkapeller Sänger suchte. Am 15. Juli 1474 wurde Compère als neues Mitglied der Hauptkantorei der Kapelle aufgenommen; sein bedeutendster Kollege war Gaspar van Weerbeke. Auch in den Listen vom 30. März und 4. Dezember 1475 ist Compères Name vermerkt. In dieser Position sind eine ganze Reihe von Werken entstanden (drei Motettenzyklen, die Missa Galeazescha, eine Gruppe weiterer geistlicher Werke und mehrere Chansons). Nachdem Herzog Gian Galeazzo Sforza am 26. Dezember 1476 ermordet worden ist, beschloss seine Witwe Bona von Savoyen, die Kapelle zu verkleinern; zu den am 26. Februar 1477 entlassenen Sängern gehörte auch Loyset Compère, der zusammen mit Jehan Fresneau wieder nach Frankreich ging.
Für die Zeit bis 1486 verliert sich seine Spur. Die Hypothese des Musikforschers Winn Marvin von 1974, Compère habe in der Hofkapelle des Herzogs Jean II. von Bourbon († 1488) in Moulins gedient, hat viel für sich, ist jedoch vorerst unbewiesen. Ab 1486 ist er in der französischen Hofkapelle nachweisbar, die von Johannes Ockeghem geleitet wurde. Eine Päpstliche Bulle nennt ihn einen Kleriker aus der Diözese Arras und einen chappelain ordinaire et chantre des Königs Karl VIII. von Frankreich. Im Jahr 1492 wurde ein gewisser Loyset vom Kapitel der Saint-Chapelle in Bourges beauftragt, einen magister puerorum (Singmeister der Chorknaben) und Sänger für die Kapelle zu besorgen; es ist jedoch offen, ob dies Compère galt. Vom Juni 1492 bis Mai 1493 war er Mitglied des Klerus an Notre-Dame in Paris, wo er am 2. März 1493 zum Priester geweiht wurde; kurz darauf tauschte er zwei Benefizien an Notre-Dame und Sainte-Trinité in Montlhéry gegen eine Pfründe in Voyenne (Diözese Laon) ein. In einem Dekret des Königs vom April 1494 wurde ihm die französische Staatsbürgerschaft verliehen. Im Herbest 1494 begleitete er als Mitglied der Hofkapelle König Karl VIII. auf seinem Feldzug nach Italien.
Dort sollte Ferrante d’Este, Sohn von Herzog Ercole I. in Ferrara, im Auftrag seines Vaters neue Kompositionen von Compère besorgen. Er schrieb am 7. Oktober 1494 aus Casale Monferrato an seinen Vater, dass der Komponist nur ältere Stücke (cosse vechie) bei sich habe, aber er werde so bald wie möglich einige gute neue Kompositionen (alcuni bone cosse nove) schicken, die er in Frankreich habe. Mit großer Wahrscheinlichkeit war Compère dabei, als Rom im Januar 1495 eingenommen wurde. Im Chorbuch der päpstlichen Hofkapelle aus der Zeit von 1495 bis 1500 befinden sich einige besonders gewichtige Motetten von Compère („Crux triumphans“, „Propter gravamen et tormentum“, „Quis numerare queat“ / „Da pacem“ und „Sile fragor“). Die repräsentative Tenormotette „Quis numerare“ ist eine Friedensbitte des kriegsgepeinigten Volks und passt gut zu dem Bündnis zwischen Karl VIII. und Papst Alexander VI. (Regierungszeit 1492–1503). Compère war auch Zeuge der Schlacht bei Fornovo im Juli 1495 und verfasste auf den Sieg der Franzosen die Chanson „Vive le noble Roy de France“.
Nach dem Italienaufenthalt scheint Compère mit der Hofkapelle nach Frankreich zurückgekehrt zu sein, gehörte ihr aber später nicht mehr an. Dennoch blieb er mit der französischen Hofkapelle verbunden. Er komponierte die Motette „Gaude prole regia“ für den Empfang Philipp des Schönen am 25. November 1501 in Paris. Im Konflikt zwischen König Ludwig XII. (Regierungszeit 1498–1515) und Papst Julius II. (Regierungszeit 1503–1515) wegen eines Aufstands in Genua gegen den Papst schrieb er wahrscheinlich 1507 die Motette „Sola caret monstris“ mit polemischem Inhalt zugunsten des französischen Königs. An der Kollegiatkirche Saint-Géry in Cambrai bekleidete er vom 30. April 1498 bis 5. Mai 1500 das Amt eines doyen (Dekan oder Ältester) und stand somit 48 Kanonikern vor. Danach war er prévôt (Propst) an der Kollegiatkirche Saint-Pierre in Douai bis 1503 oder 1504. Aus einem Dokument dieser Jahre geht hervor, dass er inzwischen baccalaureus utrisque juris (ein akademischer Grad beider Rechte) war. In Douai hatte er jedoch unruhige Zeiten; nachdem die Stadtherren die Immunität des Klosters aufgehoben hatten, drangen sie mit Gewalt zum Haus Compères vor. Er verließ diese Position zugunsten von Pierre Duwez, einem früheren Musiker der burgundischen Hofkapelle. Compère scheint in seinen späteren Jahren kaum noch komponiert zu haben. Seine letzten Lebensjahre verbrachte er wahrscheinlich an der Kollegiatkirche Saint-Quentin, wo er spätestens seit November 1491 ein Kanonikat innehatte, und starb dort am 16. August 1518. Er wurde in der Kirche beigesetzt und ungewöhnlich aufwändig mit einem Gedicht und einem Epitaph geehrt.

## Bedeutung
Ein Blick auf sein Gesamtwerk lässt die Aussage zu, dass Compère wohl der experimentierfreudigste Komponist der Josquin-Zeit gewesen ist. Einen Personalstil hat er nie entwickelt, sondern er reagierte auf vielfältige Anregungen seiner jeweiligen Umgebung und hat sie schöpferisch weiterentwickelt; zwei Mal stand er an der Spitze der Entwicklung. Das jeweils sehr ungleiche Niveau seiner Werke macht es besonders schwierig, diese umfassend zeitlich einzuordnen. Öfters stehen recht moderne und fast archaisierende Kompositionen in naher zeitlicher Nachbarschaft, oder extrem fortschrittliche, experimentelle Stücke befinden sich neben solchen in einem eher konservativen Stil (so wie z. B. die Mailänder Motettenzyklen auf der einen Seite und das aus der gleichen Zeit stammende Magnificat sexti toni II auf der anderen).
Seine erste wesentliche Leistung war die Entwicklung eines neuen Stils (zusammen mit Gaspar van Weerbeke) für die Mailänder Motettenzyklen „loco Missae“ aus der Zeit zwischen 1474 und 1477. Die klare Textbehandlung in diesem Stil und die angewandten Techniken haben wohl das Fundament für den tiefgreifenden Wandel vom Stil Ockeghems und Busnoys’ zum Stil der Josquin-Zeit gelegt. Der zweite Bereich, in dem Compère eine wesentliche Rolle spielte, ist der Wandel von der dreistimmigen „burgundischen“ Chanson über höfische Texte zur vierstimmigen Chanson über populäre, anekdotische oder epigrammatische Texte (oft mit erotischem bis obszönem Inhalt) in einfachen Strophenformen. Keiner der Zeitgenossen Compères hat einen ähnlich konsistenten, modernen Stil auf solch hohem Niveau in einer so großen Zahl von Werken ausgebildet.

## Werke

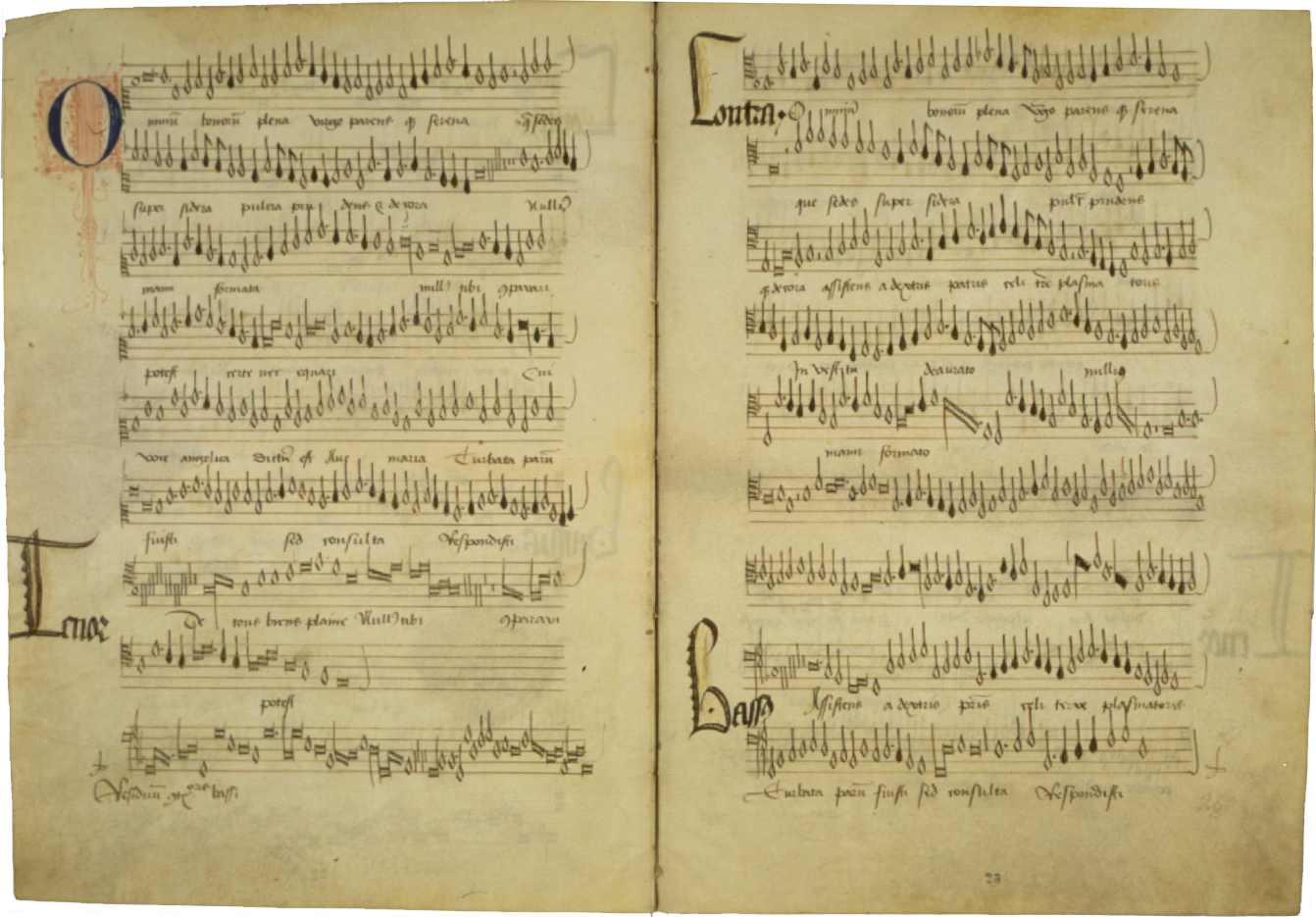
Manuscript der Motette „Omnium bonorum plena“

- Messen und Messensätze (alle zu vier Stimmen)
  - Missa „Allez regretz“
  - Missa „De tous bien plaine“
  - Missa „L’homme armé“
  - Kyrie und Gloria sine nomine
  - Credo „Mon père“
  - Credo sine nomine
- Messen-Motetten (Motettenzyklen)
  - „Ave Domine Jesu Christe“ (Missa de D.N.J.C) zu vier bis fünf Stimmen (umfasst: „Ave Domine Jesu Christe“ in loco Introitus; „Ave Domine Jesu Christe“ in loco Gloria; „Ave Domine Jesu Christe“ in loco Credo; „Ave Domine Jesu Christe“ in loco Offertorii; „Salve, salvator mundi“ in loco Sanctus; „Adoramus te, Christe“ in loco Elevationem; „Parce, Domine“ in loco Agnus; „Da pacem, Domine“ in loco Deo Gratias)
  - Hodie nobis de virgine (Missa in Nativitate Deus Noster Jesu Christe) zu vier Stimmen (umfasst: „Hodie nobis de Virgine“ in loco Introitus; „Beata Dei Genetrix Maria“ in loco Gloria; „Hodie nobis Christus natus est“ in loco Credo; „Genuit puerpera Regem“ in loco Offertorii; „Sanctum –Verbum caro factum est“; „Memento, salutis auctor“ post Elevationem; „Quem vidistis, pastores?“ in loco Agnus; „O admirabile commercium“ in loco Deo gratias)
  - Missa Galeazescha (Missa de Beata Maria Virgine) zu fünf Stimmen (umfasst: „Ave virgo gloriosa“ in loco Introitus; „Ave, salus infirmorum“ in loco Gloria; „Ave, decus Virginale“ in loco Credo; „Ave, sponsa verbi summi“ in loco Offertorii; „O Maria“ in loco Sanctus; „Adoramus te, Christe“ in loco Elevationem; „Salve, mater salvatoris“ in loco Agnus; „Virginis Mariae laudes“ in loco Deo Gratias)
- Magnificat-Vertonungen
  - Magnificat primi toni zu vier Stimmen
  - Magnificat quarti toni zu zwei Stimmen (nur „Esurientes“)
  - Magnificat sexti toni (I) zu vier Stimmen
  - Magnificat sexti toni (II) zu vier Stimmen
  - Magnificat septimi toni zu vier Stimmen
  - Magnificat octavi toni zu zwei Stimmen (nur „Esurientes“)
- Motetten
  - „Ad honorum tuum Christe“ zu vier Stimmen
  - „Asperges me Domine“ zu vier Stimmen
  - „Ave Maria, gratia plena“ zu vier Stimmen
  - „Crux triumphans“ zu vier Stimmen
  - „Gaude prole regia“ / „Sancta Catharina“ zu fünf Stimmen (Tenormotette, 1501)
  - „O admirabile commercium“ zu vier Stimmen
  - Officium de cruce („In nomine Jesu“) zu vier Stimmen
  - „O genetrix gloriosa“ zu vier Stimmen
  - „Omnium bonorum plena“ (Sängergebet) zu vier Stimmen (vor 1474)
  - „Paranymphus salutat virginem“ zu vier Stimmen
  - „Profitentes unitatem“ zu vier Stimmen
  - „Propter gravamen et tormentum“ zu vier Stimmen
  - „Quis numerare queat“ / „Da pacem“ zu fünf Stimmen (Tenormotette, wahrscheinlich aus Anlass des Friedens von Ètaples (3. November 1492) oder des Bündnisses zwischen Papst Alexander VI. und Karl VIII. am 15. Januar 1495)
  - „Sile fragor ac rerum tumultus“ zu vier Stimmen
  - „Sola caret monstris“ / „Fera pessima“ zu fünf Stimmen (Tenormotette, 1507)
  - „Virgo caelesti“ zu fünf Stimmen (Tenormotette)
- Motetten-Chansons (alle zu drei Stimmen)
  - „Le corps“ / „Corpusque meum“
  - „Male bouche“ / „Circumdederunt me viri mendaces“ (auch als Motette mit apokryphem Text „O Domine libera me“)
  - „Plaine d’ennuy“ / „Anima mea liquefacta est“ (auch als Chanson ohne lateinischen Text)
  - „Tant ay d’ennuy“ / „O vos omnes“ (auch mit Oberstimmentext „O devotz cueurs“ / „O vos omnes“)
- Dreistimmige Chansons
  - „A qui dirai je ma pensée“
  - „Au travail suis“
  - „Beaulté d’amours“
  - „Bergeronette savoysienne“
  - „Chanter ne puis“
  - „Des trois la plus“
  - „Dictes moy toutes vos pensées“
  - „Disant adieu a ma dame“
  - „En attendant de vous secours“
  - „Faisons boutons“ (Text: Jean II., Herzog von Bourbon)
  - „Guerissés moy“
  - „La saison en est“
  - „Le grant desir d’aymer“
  - „Le renvoy“
  - „Mes pensées“ (teilweise Josquin zugeschrieben, sicher von Compère)
  - „Ne doibt on prendre“ (Text: Jean II. von Bourbon; als Kontrafaktur mit dem Text „Venite amanti“ von Angelo Poliziano als Werk Costanzo Festas veröffentlicht)
  - „Ne vous hastez pas“ (= „Adieu a madame“ (II))
  - „Pensant au bien“
  - „Pleut or a Dieu“
  - „Pour estre ou nombre“
  - „Puis que si bien m’est advenu“
  - „Reveille toy franc cueur“
  - „Se mieulx ne vient d’amours peu me contente“ (unter Verwendung einer Chanson von P. Convert);
  - „Se pis ne vient d’amours je me contente“ (vielleicht response auf den vorigen Text)
  - „Seray je vostre mieulx amée“ (nicht in Gesamtausgabe; von Fallows als Werk Compères veröffentlicht);
  - „Si j’ay parlé aucunement“ (Text: Henry Baude)
  - „Sourdes regrets“
  - „Tant ha bon oeul“
  - „Tout mal me vient“
  - „Va-t-en regret“ (Text: Jean II. von Bourbon)
  - „Venés regretz“
  - „Vive le noble roy de France“
  - „Vous me faittes morir d’envie“ (Text: Jean II. von Bourbon; auch mit dem Text „Or suis je bien transy d’esmay“)
- Vierstimmige Chansons
  - „Alons fere nos barbes“ (vielleicht apokryph)
  - „De les mon getes“ (= „Voles oïr une chanson“)
  - „Et dont revenes-vous“
  - „Gentil patron“
  - „J’ay ung syon sur la porte [robe]“ (Doppelkanon zu vier aus zwei Stimmen)
  - „Je suis amie d’un forier“
  - „L’aultre jour me chevauchoye“
  - „Mon pére m’a donné mari“ (vergleiche „Alons fere nos barbes“)
  - „Nous sommes de l’ordre de Saint Babouin“
  - „Royne du ciel“ (Altus „si placet“)
  - „Une plaisante fillette“
  - „Un franc archier“
  - „Voles oïr une chanson“ (vergleiche „De les mon getes“)
  - „Vostre bargeronette“
- Frottole (alle zu vier Stimmen)
  - „Che fa la ramacina“
  - „Scaramella fa la galla“
- Werke zweifelhafter Echtheit
  - Motette „Ave regina, celorum“ (anonym, Compère zugeschrieben)
  - Motette „O post partum munda“ (anonym, Compère zugeschrieben)
  - Sanctus – „O sapientia“ zu vier Stimmen (Compères Autorschaft aus stilistischen Gründen sehr zweifelhaft)
  - „Cayphas“ zu drei Stimmen (eher von Johannes Martini als von Compère)
  - „Ha traitre amours“ zu drei Stimmen (nur Sopran überliefert, identisch mit Sopran der Chanson von Johannes de Stokem; Fehlzuschreibung?)
  - „Helas le bon temps“ zu drei Stimmen (sicher von Johannes Tinctoris)
  - „J’ay beau huer“ zu drei Stimmen (sicher von Alexander Agricola)
  - „Je ne puis plus“ zu drei Stimmen (sicher von Alexander Agricola)
  - „Je ne fay plus je ne dis“ zu drei Stimmen (Antoine Busnoys und Gilles Mureau zugeschrieben, sicher nicht von Compère)
  - „Lourdault“ zu vier Stimmen (eher von Compère als von Ninot le Petit)
  - „Mais que ce fust secretement“ zu drei Stimmen (eher von Compère als von Pietrequin Bonnel)
  - „Mes pensées“ zu drei Stimmen (teilweise Josquin zugeschrieben, sicher von Compère)
  - „O bone Jesu“ zu vier Stimmen (sicher von Francisco de Peñalosa)
  - „Penses vivant“ zu drei Stimmen (sicher von Alexander Agricola)
  - „Royne de ciel“ / „Regina celi“ zu drei Stimmen (Verwechslung mit Motetten-Chanson von Johannes Prioris, wahrscheinlich von Compère)
  - „Se non dormi dona“ zu vier Stimmen (anonym, „L.C.“ überschrieben)
  - „Se (Si) vous voulez que je vous face“ zu drei Stimmen (anonym, Compère aus stilistischen Gründen möglich)
  - „Veci la dancha barberits“ zu vier Stimmen (sicher von B. Vaqueras)
  - „Vray Dieu quel payne m’esse“ (auch Gaspar van Weerbeke, Jean Japart und Matthaeus Pipelare zugeschrieben)